# Giovanni Enrico Hoepli
Giovanni Enrico Hoepli, noto anche come Gianni Hoepli (Milano, 20 aprile 1913 – 6 aprile 2006) è stato un editore e regista italiano.
Secondogenito di Carlo Hoepli, il nipote ed erede di Ulrico Hoepli (che non aveva avuto figli), nel 1940 iniziò a lavorare nella casa editrice di famiglia, presso la quale ricoprì la carica di consigliere delegato. Nel 1997 succedette al fratello maggiore Ulrico Hoepli jr alla presidenza della casa editrice.
Oltre che nel campo dell'editoria Giovanni si interessò attivamente anche di teatro, cinema e scenografia.